# Lac la Retenue
Pour les articles homonymes, voir Retenue d'eau.
Le lac la Retenue est un plan d'eau artificiel traversée par la rivière la Retenue, un affluent de la rivière Ferrée. Ce lac est situé au nord-est de la ville de Québec, dans la municipalité de L'Ange-Gardien, dans la municipalité régionale de comté (MRC) de La Côte-de-Beaupré, dans la région administrative de la Capitale-Nationale, dans la province de Québec, au Canada.
Le lac Savane est desservi du côté nord par la rue de la Vallée, du côté est par le chemin Turgeon, du côté sud par le chemin du Lac la Retenue Sud et du côté ouest par le chemin Lucien Lefrançois. Ce lac est situé au cœur d'un secteur résidentiel de L'Ange-Gardien.
La surface du lac la Retenue est généralement gelée du début de décembre jusqu'à la fin de mars; toutefois la circulation sécuritaire sur la glace se fait généralement de la mi-décembre à la mi-mars. Le niveau de l'eau du lac varie selon les saisons et les précipitations; la crue printanière survient en mars ou avril.

## Géographie
D'une longueur de 0,7 km, ce lac artificiel reçoit les eaux du Bras Nord-Ouest lequel se déverse au fond d'une baie en forme de L d'une longueur de 0,3 km. Le lac la Retenue comporte deux émissaires : décharge de la rivière la Retenue (exécutoire principal) et la rivière du Petit Pré (effluent secondaire) qui prend sa source du côté sud du barrage.
L'embouchure de ce lac artificiel est située à :
- 6,4 km au nord-ouest du centre-ville de L'Ange-Gardien ;
- 7,9 km au nord de l'embouchure de la rivière la Retenue ;
- 9,1 km au nord de l'embouchure de la rivière Montmorency ;
- 6,8 km au nord-ouest de la rive nord-ouest du fleuve Saint-Laurent[3].

À partir de son embouchure, le courant descend sur 1,5 km en suivant le cours de la rivière la Retenue, sur 11,5 km généralement vers le sud en suivant le cours de la rivière Ferrée; puis sur 3,2 km vers l'est par le cours de la rivière Montmorency, jusqu'à la rive nord-ouest du fleuve Saint-Laurent.

## Toponymie
Le nom du lac emprunte celui du barrage qui retient les eaux de la rivière la Retenue. L'infrastructure initiale aurait été construite sous l'égide de monseigneur de Laval. Sous le Régime français, un canal a été aménagé à partir de ce lac artificiel, permettant d'alimenter la rivière du Petit Pré et la rivière du moulin.
Le toponyme "lac Savane" a été officialisé le 5 décembre 1968 à la Banque des noms de lieux de la Commission de toponymie du Québec.